# Catedral de Cristo Rey (Lubbock)
La Catedral de Cristo Rey  (en inglés: Cathedral of Christ the King) es una catedral de la Iglesia católica en los Estados Unidos. Se encuentra ubicada en el 4011 de la 54th Street (en la intersección de Orlando y 54a) en Lubbock, Texas. Pertenece a la diócesis de Lubbock.
Fue construida por primera vez como una escuela en 1958 y se convirtió en una entidad parroquial el 1 de enero de 1961, con la finalización de la iglesia propiamente dicha. Cuando se construyó estaba rodeada de campo de algodón, pero ahora está rodeadapor gran parte de la ciudad. El 17 de junio de 1984, el Papa Juan Pablo II nombró a quien tomaría la sede de la Diócesis de nueva creación de Lubbock con la ordenación del obispo Michael J. Sheehan. A partir de 2007, su obispo presidente es actualmente el Obispo Plácido Rodríguez. Su escuela, que comenzó como una pequeña institución ha crecido para servir a pre-kinder hasta el grado 12.